# Lună nouă

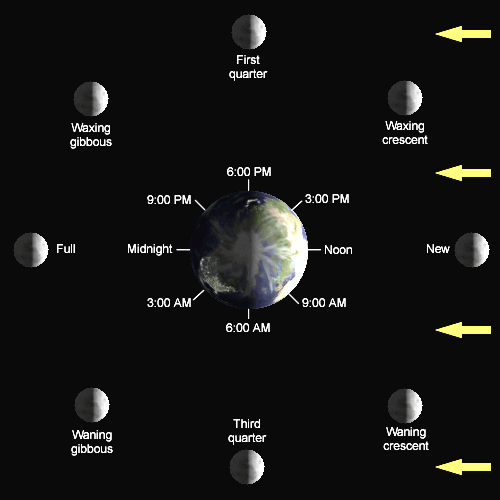
Fazele Lunii depind de poziţia Lunii pe orbită în jurul Pământului. Această diagramă reprezintă Pământul văzut de deasupra Polului Nord

Luna nouă este faza Lunii  în timpul căreia Luna, în revoluția sinodică, care durează 29,53 de zile, se află între Pământ și Soare. În timpul acestei faze, ea nu se află, prin urmare, pe cerul nocturn. În timpul zilei, faptul că fața vizibilă nu este iluminată de Soare și se află aproape de discul solar, o face dificil de observat cu ochiul liber.
Luna nouă astronomică, (denumită uneori în engleză dark moon, adică „Lună întunecată” sau „Lună neagră”, pentru evitarea confuziei), se produce prin definiție în momentul precis al conjuncției astronomice în longitudine ecliptică cu Soarele, așa cum este văzut de pe Pământ. Acest moment este unic și nu depinde de localizarea geografică a observatorului. În plus, dacă Luna este suficient de aproape de planul eclipticii, se produce o eclipsă de Soare.
Într-o altă accepțiune, Luna nouă este adesea considerată ca fiind momentul apariției primei seceri lunare vizibile, după conjuncția astronomică. Aceasta se observă chiar deasupra orizontului spre vest, într-o foarte scurtă perioadă de timp, între apusul Soarelui și apusul Lunii. Momentul precis, și chiar data precisă a acestei apariții depinde  de poziția geografică a observatorului.

## Observații astronomice
Această fază a Lunii este interesantă pentru astronomi, pentru că ea garantează că Luna nu va fi vizibilă în timpul nopții, luminozitatea ei îngreunând observarea cerului.